# 스케자네 키키
스케자네 키키(일본어: 祐真キキ Kiki Sukezane[*], 1989년 4월 5일 ~ )는 일본의 배우이다. 교토 출신으로 사무라이 집안 후손이라고 한다. 미국 드라마 《히어로즈 리본》의 미코 역으로 출연했다.